# UFC 311
Navigation
Édition précédente Édition suivante
UFC 311 : Makhachev contre Moicano est un événement d'arts martiaux mixtes produit par l'Ultimate Fighting Championship qui a eu lieu le 18 janvier 2025, à l'Intuit Dome à Inglewood, en Californie, aux États-Unis.

## Arrière-plan

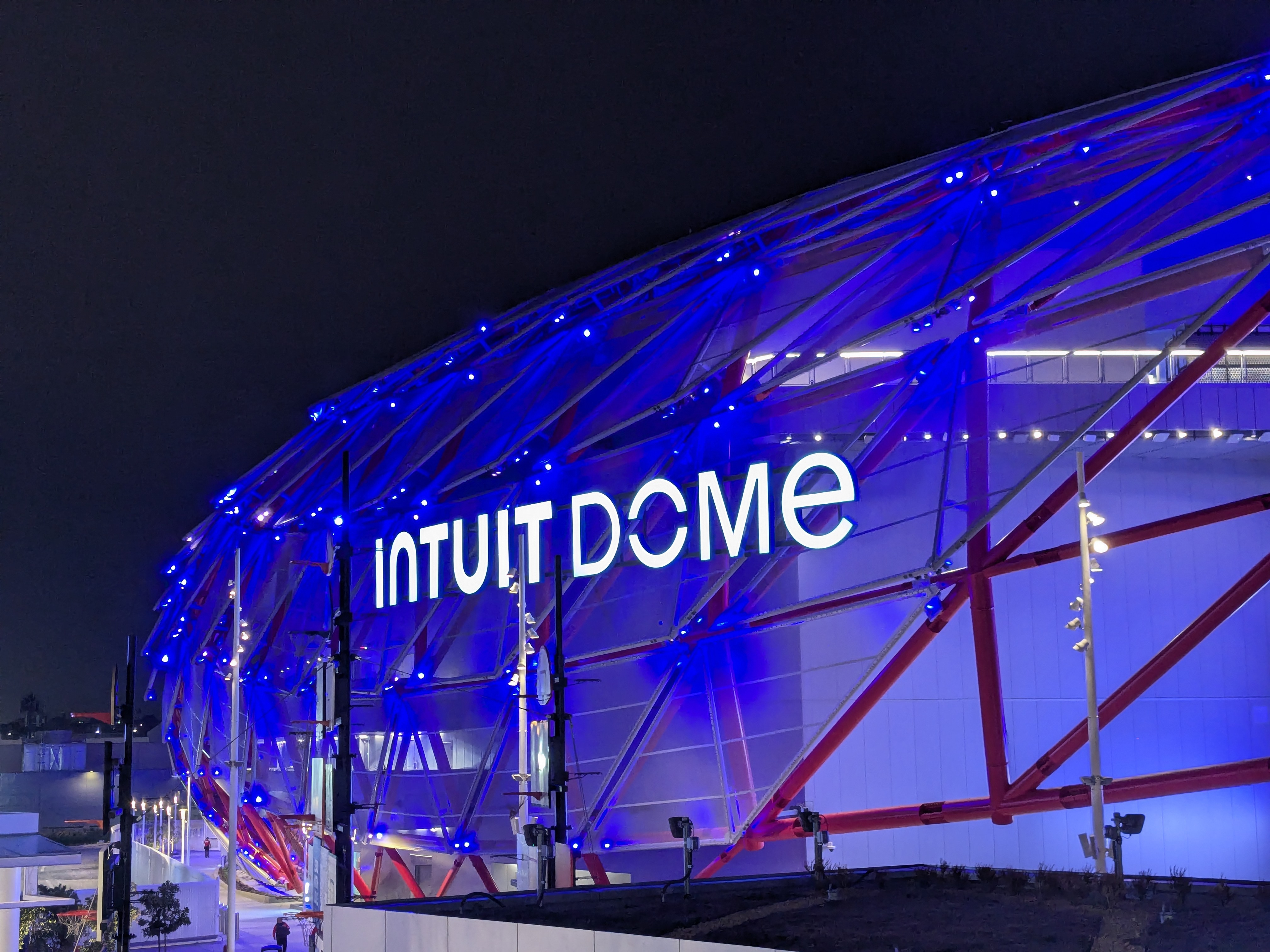
Après avoir organisé 17 événements dans la région du Grand Los Angeles, il s'agissait des débuts de la promotion à l'Intuit Dome, qui a ouvert ses portes en août 2024.

L'événement a marqué la troisième visite de la promotion à Inglewood et la première depuis l'UFC 232 en décembre 2018. Il y avait des inquiétudes concernant la réalisation de cet événement en raison de la série d'incendies de forêt qui ont récemment touché la Californie du Sud, mais l'organisation du lieu a assuré une semaine avant qu'il se déroulerait comme prévu.
Un combat pour le championnat des poids légers de l'UFC entre le champion actuel Islam Makhachev et Arman Tsarukyan était initialement prévu en tête d'affiche de l'événement. Ils s'étaient déjà rencontrés lors de l'UFC Fight Night : Overeem vs. Oleinik en avril 2019. Makhachev avait alors battu Tsarukyan par décision unanime. Un jour avant l'événement, il a été rapporté que Tsarukyan avait subi une blessure qui l'avait forcé à abandonner le combat. Renato Moicano, qui devait initialement affronter Beneil Dariush lors du même événement, a remplacé Tsarukyan, et Dariush n'a pas participé à cet événement.
Un combat pour le championnat des poids coq de l'UFC entre le champion actuel Merab Dvalishvili et le prétendant invaincu Umar Nurmagomedov a servi de co-événement principal.
Un combat poids coq entre le vainqueur des poids coq de The Return of The Ultimate Fighter : Team Volkanovski vs. Team Ortega Ricky Turcios et Bernardo Sopaj devait avoir lieu lors de l'UFC Fight Night : Magny vs. Prates en novembre 2024. Ce combat a cenpendant été annulé après les pesées en raison de problèmes médicaux non divulgués liés à Turcios. Le jumelage a été reprogrammé pour avoir lieu lors de cet événement.
Grant Dawson et Carlos Diego Ferreira devraient participer à un combat léger lors de l'événement. Ils devaient se rencontrer lors de l'UFC Fight Night : Santos vs. Walker en octobre 2021, mais Ferreira s'est retiré en raison d'une blessure.
Un combat de poids mi-lourd entre Johnny Walker et Bogdan Guskov était prévu pour cet événement. Cependant, Walker s'est retiré du combat en raison d'une blessure et a été remplacé par le nouveau venu promotionnel Billy Elekana,.
Zachary Reese et Sedriques Dumas devaient se rencontrer dans un combat de poids moyen lors de la carte préliminaire. Dumas  s'est cependant retiré au cours de la semaine de combat et a été remplacé par l'actuel champion des poids moyens de la LFA, Azamat Bekoev.
Lors de la diffusion de l'événement,Craig Piligian, le producteur exécutif et l'un des créateurs de The Ultimate Fighter, a été annoncé comme le prochain « contributeur » intronisé au Temple de la renommée de l'UFC lors des festivités de l'International Fight Week à Las Vegas à l'été 2025.

## Résultats
| Main card                                                      | Main card             | Main card | Main card             | Main card                                | Main card | Main card | Main card |
| Catégorie                                                      |                       |           |                       | Méthode                                  | Round     | Chrono.   | Notes     |
| -------------------------------------------------------------- | --------------------- | --------- | --------------------- | ---------------------------------------- | --------- | --------- | --------- |
| Poids Légers                                                   | Islam Makhachev (c)   | def.      | Renato Moicano        | Soumission (étranglement brabo)          | 1         | 4:05      | 1.        |
| Poids Coq                                                      | Merab Dvalishvili (c) | def.      | Umar Nurmagomedov     | Décision (unanime) (48–47, 48–47, 49–46) | 5         | 5:00      | 2.        |
| Poids Mi-lourds                                                | Jiří Procházka        | def.      | Jamahal Hill          | TKO (coups)                              | 3         | 3:01      |           |
| Poids Lourds                                                   | Jailton Almeida       | def.      | Serghei Spivac        | TKO (coups)                              | 1         | 4:53      |           |
| Poids Moyens                                                   | Reinier de Ridder     | def.      | Kevin Holland         | Soumission (étranglement rear-naked)     | 1         | 3:31      |           |
| Preliminary card (ESPNews / FX / Disney+ / ESPN+)              |                       |           |                       |                                          |           |           |           |
| Poids Coq                                                      | Raoni Barcelos        | def.      | Payton Talbott        | Décision (unanime) (30–27, 30–27, 30–26) | 3         | 5:00      |           |
| Poids Moyens                                                   | Azamat Bekoev         | def.      | Zachary Reese         | KO (coups)                               | 1         | 3:04      |           |
| Poids Lourd-Légers                                             | Bogdan Guskov         | def.      | Billy Elekana         | Soumission (étranglement en guillotine)  | 2         | 3:33      |           |
| Poids Légers                                                   | Grant Dawson          | def.      | Carlos Diego Ferreira | Décision (unanime) (30–27, 30–27, 30–27) | 3         | 5:00      |           |
| Early preliminary card (FX / Disney+ / ESPN+ / UFC Fight Pass) |                       |           |                       |                                          |           |           |           |
| Poids Coq Femmes                                               | Ailín Pérez           | def.      | Karol Rosa            | Décision (unanime) (29–28, 29–28, 30–27) | 3         | 5:00      |           |
| Poids Coq                                                      | Muin Gafurov          | def.      | Rinya Nakamura        | Décision (unanime) (30–27, 30–27, 30–27) | 3         | 5:00      |           |
| Poids Coq                                                      | Bernardo Sopaj        | def.      | Ricky Turcios         | Décision (unanime) (30–27, 30–27, 29–28) | 3         | 5:00      |           |
| Poids Mouches                                                  | Tagir Ulanbekov       | def.      | Clayton Carpenter     | Décision (unanime) (30–27, 30–27, 29–28) | 3         | 5:00      |           |

1. ^ Pour le Championnat Poids Léger UFC.
2. ^ Pour le Championnat  Poids Coq UFC[17].

## Récompenses bonus
Les combattants suivants ont reçu des bonus de 50 000 $.
- Combat de la soirée : Merab Dvalishvili contre Umar Nurmagomedov
- Performance de la soirée : Jiří Procházka et Jailton Almeida

## Paiement déclaré
Voici le paiement déclaré aux combattants tel que rapporté à la Commission athlétique de l'État de Californie. Il est important de noter que les montants n'incluent pas l'argent des sponsors, les bonus discrétionnaires, les points d'audience ou les gains supplémentaires.
- Islam Makhachev : 200 000 $ (bonus sans victoire) déf. Renato Moicano : 250 000 $
- Merab Dvalishvili : 500 000 $ (pas de bonus de victoire) déf. Omar Nurmagomedov : 100 000 $
- Jiří Procházka : 250 000 $ (inclut un bonus de victoire de 50 000 $) déf. Colline Jamahal : 200 000 $
- Jailton Almeida : 220 000 $ (comprend un bonus de victoire de 110 000 $) déf. Sergei Spivac : 100 000 $
- Reinier de Ridder : 210 000 $ (inclut un bonus de victoire de 105 000 $) déf. Kevin Holland : 250 000 $
- Raoni Barcelos : 96 000 $ (inclut un bonus de victoire de 48 000 $) déf. Payton Talbott : 43 000 $
- Azamat Bekoev : 24 000 $ (incluant un bonus de victoire de 12 000 $) déf. Zachary Reese : 30 000 $
- Bogdan Guskov : 86 000 $ (incluant un bonus de victoire de 43 000 $) déf. Billy Elekana : 12 000 $
- Grant Dawson : 212 000 $ (comprend un bonus de victoire de 106 000 $) déf. Carlos Diego Ferreira : 100 000 $
- Ailín Pérez : 72 000 $ (inclut un bonus de victoire de 36 000 $) déf. Karol Rosa : 75 000 $
- Muin Gafurov : 28 000 $ (inclut un bonus de victoire de 14 000 $) déf. Rinya Nakamura : 28 000 $
- Bernardo Sopaj : 24 000 $ (incluant un bonus de victoire de 12 000 $) déf. Ricky Turcios : 28 000 $
- Tagir Ulanbekov : 72 000 $ (incluant un bonus de victoire de 36 000 $) déf. Clayton Carpenter : 28 000 $

## Musculation pour la nuit de combat
Voici les poids de pesée officiels comparés aux poids de la soirée de combat rapportés par la California State Athletic Commission.
- Islam Makhachev : 154,5 à 178 livres (23,5 livres), 17 %
- Renato Moicano : 155 à 181,8 livres (26,8 livres), 17 %
- Merab Dvalishvili : 134 à 156,8 livres (22,8 livres), 17 %
- Umar Nurmagomedov : 135 à 156,8 livres (21,8 livres), 16 %
- Jiri Prochazka : 204,5 à 208,2 livres (3,7 livres), 2 %
- Jamahal Hill : 205,5 à 221,8 livres (16,3 livres), 8 %
- Reinier de Ridder : 184,5 à 212 livres (27,5 livres), 15 %
- Kevin Holland : 183,5 à 190,4 livres (6,9 livres), 4 %
- Raoni Barcelos : 135,5 à 158,2 livres (22,7 livres), 17%
- Payton Talbott : 135,5 à 158,2 livres (22,7 livres), 17 %
- Jailton Almeida : 235 à 232,2 livres (-2,8 livres), -1%
- Serghei Spivac : 233 à 234,2 livres (1,2 livre), 1 %
- Bogdan Guskov : 205,5 à 214,4 livres (8,9 livres), 4 %
- Billy Elekana : 200 à 202,4 livres (2,4 livres), 1 %
- Grant Dawson : 156 à 179,4 livres (23,4 livres), 15 %
- Diego Ferreira : 156 à 173,2 livres (17,2 livres), 11 %
- Azamat Bekoev : 185,5 à 203,2 livres (17,7 livres), 10 %
- Zachary Reese : 185,5 à 201 livres (15,5 livres), 8 %
- Ailin Perez : 135 à 152,2 livres (17,2 livres), 13 %
- Karol Rosa : 135,5 à 154 livres (18,5 livres), 14 %
- Muin Gafurov : 136 à 151,8 livres (15,8 livres), 12 %
- Rinya Nakamura : 135,5 à 148,6 livres (13,1 livres), 10 %
- Bernardo Sopaj : 135 à 147,8 livres (12,8 livres), 9 %
- Ricky Turcios : 136 à 156,6 livres (20,6 livres), 15 %
- Tagir Ulanbekov : 125,5 à 147,4 livres (21,9 livres), 17 %
- Clayton Carpenter : 125,5 à 141,2 livres (15,7 livres), 13 %